# Nafissa Osman
Nafissa Bique Osman (Moçambique, 1955) é uma consultora e chefe do Departamento de Obstetrícia e Ginecologia do Hospital Central de Maputo, em Maputo, Moçambique. É também professora na Faculdade de Medicina da Universidade Eduardo Mondlane, Maputo, Moçambique.